# B3 (Jamaica)
De B3 is een weg op Jamaica. De weg loopt van de A2 in May Pen in het zuiden van het eiland naar de A1 in Runaway Bay aan de noordkust. Hij is ongeveer 100 kilometer lang.
T1 · T2 · T3
A1 · A2 · A3 · A4
B1 · B2 · B3 · B4 · B5 · B6 · B7 · B8 · B9 · B10 · B11 · B12 · B13